# Micritisatie
Micritisatie is de activiteit van bepaalde organismen in kalkhoudende sedimentdeeltjes (klasten), waarbij voedingsstoffen uit het sediment worden onttrokken. Micritisatie is een proces dat tot diagenese wordt gerekend.
De betreffende organismen kunnen algen, bacteriën of schimmels zijn. Meestal boren deze organismen microscopisch kleine "tunnels" in de originele kristallen waaruit de klasten zijn opgebouwd. Als de micritisatie langer duurt kan een zogenaamde micritisatie-enveloppe om de klasten heen groeien, vooral bij grotere klasten (bijvoorbeeld schelpfragmenten) kan dit het geval zijn.
Micritisatie verstoort de oorspronkelijke kristalstructuur, chemische samenstelling en structuur van de klasten in het sediment.